# Dit cine
Un técnico de imagen digital (DIT) es un profesional que trabaja en la industria cinematográfica o de televisión. El puesto DIT se creó como respuesta a la transición del cámara de cine tradicional al actual de cine digital o de televisión digital. El DIT forma parte del equipo de operadores de cámara que trabaja en colaboración con el director de fotografía, en la configuración de la cámara, la estabilización de la señal y la manipulación de la imagen para lograr la más alta calidad de imagen y los objetivos creativos en el ámbito digital.

## Puestos relacionados
Junto con el DIT, también existe el puesto de "data wrangler" o técnico de gestión de datos, también llamado DMT, cuya misión es supervisar el proceso de cambio a diferentes formatos digitales. Los gestores de datos (DMT) pueden ser autónomos o trabajar bajo la dirección de un DIT. El "data Wrangler" apoya al equipo de cámaras administrando, transfiriendo y guardando todos los datos digitales grabados en el plató a través de las cámaras cinematográficas o de televisión digital, interactuando con el "clapper Loader" o ayudante de cámara. Dependiendo de la escala del proyecto, el DIT también puede abarcar la tarea del controlador de datos, pero nunca al revés.